# Édességek

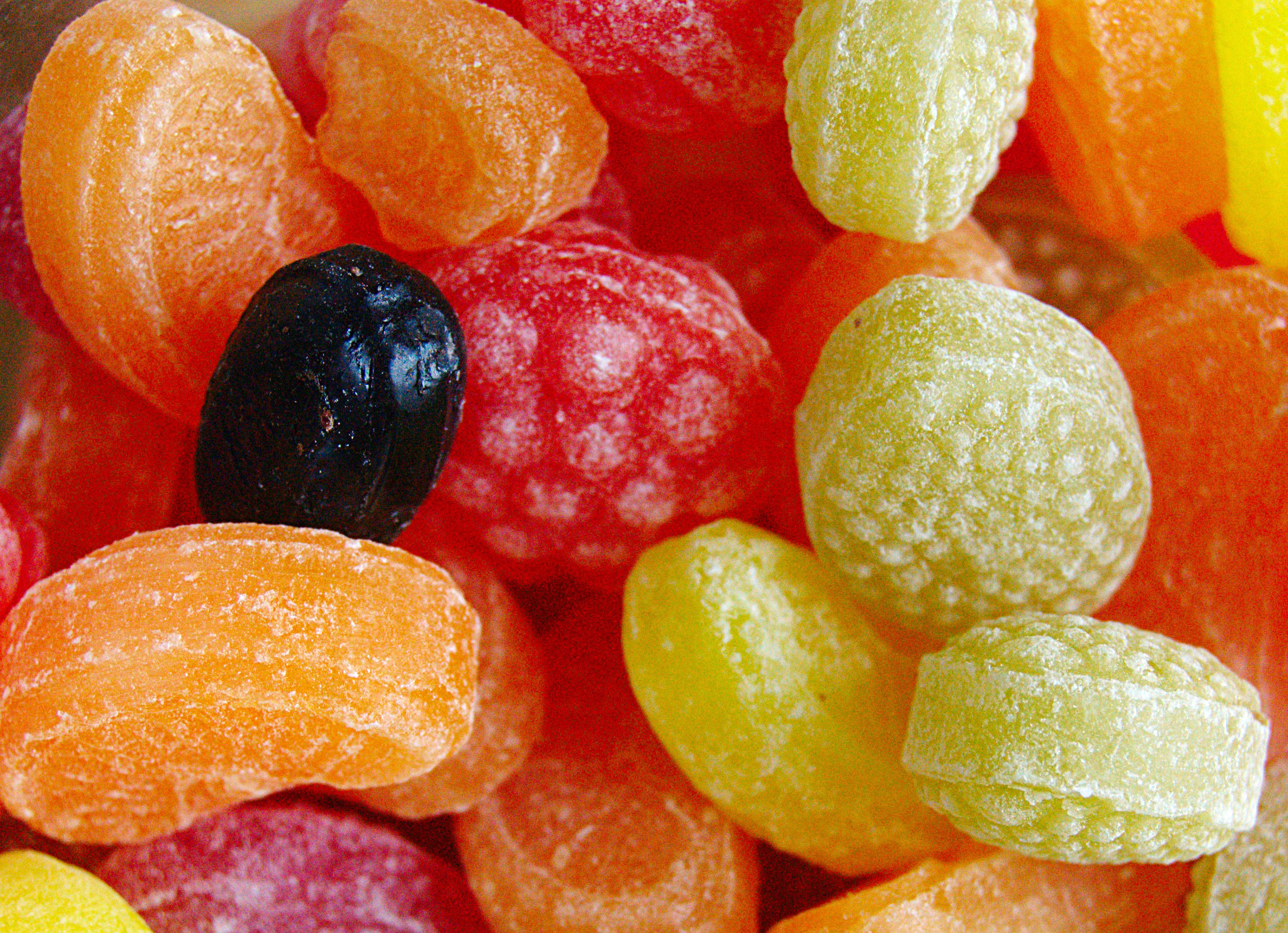
Gyümölcs formájú keménycukorka

Az édességek különböző alapanyag(ok)ból álló élelmiszerek. Közös vonásuk, hogy édes ízűek, és többnyire valamilyen cukrot tartalmaznak.

## Története
Már az ősember is készített édes ételeket méz és liszt keverékéből, sőt az eljárás olyannyira népszerű volt, hogy barlangrajzokon is megörökítették. Ezután sokáig csak süteményeket készített az ember, a tésztát édesítette.
A következő nagy áttörés 1502-ben következett be, a csokoládépasztilla megjelenésével. Ezek még nagyon drágák voltak,
így csak a tehetősebbek engedhették meg maguknak. Később megjelentek a cukorpasztillák, amelyeket cukor vízben való feloldásával készítettek. Ma ezeket legtöbbször gyümölcsaromákkal kiegészítve árulják.

## A legfőbb édességfajták
- fagylaltok, jégkrémek
- csokoládé
- cukorkák, nyalókák
- sütemények, desszertek